# Velký Ratmírov
Velký Ratmírov är en ort i Tjeckien.   Den ligger i regionen Södra Böhmen, i den centrala delen av landet, 110 km söder om huvudstaden Prag. Velký Ratmírov ligger 512 meter över havet och antalet invånare är 205.
Terrängen runt Velký Ratmírov är huvudsakligen platt, men norrut är den kuperad. Runt Velký Ratmírov är det ganska tätbefolkat, med 214 invånare per kvadratkilometer. Närmaste större samhälle är Jindřichův Hradec, 6,0 km sydost om Velký Ratmírov. Omgivningarna runt Velký Ratmírov är en mosaik av jordbruksmark och naturlig växtlighet.